# Xanthorhoe inamaenaria
Xanthorhoe inamaenaria är en fjärilsart som beskrevs av Achille Guenée 1868. Xanthorhoe inamaenaria ingår i släktet Xanthorhoe och familjen mätare. Inga underarter finns listade i Catalogue of Life.